# Daniel Adwok
Daniel Marco Kur Adwok (* 25. November 1952 in Atar, Sudan) ist  ein sudanesischer Geistlicher und Weihbischof in Khartum.

## Leben
Daniel Adwok empfing am 29. Mai 1977 durch den Apostolischen Delegaten im Sudan, Erzbischof Ubaldo Calabresi, das Sakrament der Priesterweihe.
Am 6. Oktober 1992 ernannte ihn Papst Johannes Paul II. zum Titularbischof von Moxori und bestellte ihn zum Weihbischof in Khartum. Der Erzbischof von Khartum, Gabriel Zubeir Wako, spendete ihm am 19. Februar 1993 die Bischofsweihe; Mitkonsekratoren waren der Apostolische Pro-Nuntius im Sudan, Erzbischof Erwin Josef Ender, und der Erzbischof von Juba, Paulino Lukudu Loro MCCJ.